# أرن سيلموسون
أرن سيلموسون (بالسويدية: Arne Selmosson)‏ (مواليد 29 مارس 1931) هو لاعب كرة قدم. يلعب مع منتخب السويد لكرة القدم. سبق له أن لعب في كأس العالم لكرة القدم مع منتخب بلاده.

## روابط خارجية
- أرن سيلموسون على موقع اتحاد السويد (السويدية)
- أرن سيلموسون على موقع قاعدة بيانات كرة القدم.إي يو (الإنجليزية)
- أرن سيلموسون على موقع ناشيونال فوتبول تيمز (الإنجليزية)
- أرن سيلموسون على موقع عالم كرة القدم.نت (الإنجليزية)